# Christian Giertta
Christian Giertta, född 7 september 1671 i Narva, död 5 december 1746 i Stockholm, var en svensk friherre och militär. Han var bror till Johan Giertta och far till Gustaf Adolf Giertta.

## Biografi
Christian Giertta föddes 1671 i Narva. Han var son till kommendanten Johan Eriksson Hierta på Ivangorod och Elisabet Hard eller Susanna Hafveman. Giertta var 1688 musketerare vid von Funckens regemente i Narva och blev samma år underofficer. Han blev 1695 livdrabant, fick vid kårens omorganisation 1700 kvarstå, blev 1706 vicekorpral och 4 december 1708 korpral där samt följde hela tiden kungen. Efter slaget vid Poltava blev Giertta fången men lyckades snart bli fri och kom till Turkiet, där han deltog i kalabaliken i Bender och 1714 blev överstelöjtnant. År 1720 utnämndes Giertta till sekundöverste vid Skånska ståndsdragonregementet, var 1722–1723 överste och chef för Björneborgs regemente och erhöll 1741 generalmajors avsked.

### Egendom
Han ägde Bona gård och Skälby fideikommisson i Munsö socken.

### Familj
Giertta gifte sig 20 september 1720 i Stockholm med Charlotta Catharina Cedermarck (1703–1758), dotter till superintendenten Nicolaus Sternell i Härnösands stift och Margareta Cederström. De fick tillsammans barnen Catharina Margareta Giertta (1721–1768) som var gift med vice korpralen Fredrik Filip Horn af Rantzien vid Livdrabantkåren, hovjunkaren Carl Nikls Giertta (1724–1752), Johan Adam Giertta (1726–1727), översten Gustaf Adolf Giertta (1727–1781), löjtnanten Adam Johan Giertta (1728–1764) och Christina Charlotta Giertta (född 1732) som var gift med kaptenen Nils Gustaf Silfverskiöld.